# Ipomoea bullata
Ipomoea bullata är en vindeväxtart som beskrevs av Oliver. Ipomoea bullata ingår i släktet praktvindor, och familjen vindeväxter. Inga underarter finns listade i Catalogue of Life.